# Thomas Kemper (Staatssekretär)
Thomas Kemper (* 4. Dezember 1951 in Schmallenberg-Oberkirchen) ist ein ehemaliger deutscher politischer Beamter. Von 2005 bis 2006 war er Staatssekretär für Medien und Regierungssprecher in Nordrhein-Westfalen.

## Leben und Beruf
Kemper studierte Germanistik und Geschichte. Nach dem zweiten Staatsexamen war er von 1983 bis 1984 freier Mitarbeiter des WDR. Anschließend wechselte er zur Landtagsfraktion der nordrhein-westfälischen CDU und war dort bis 1986 stellvertretender Pressesprecher, danach bis 1992 war er Pressesprecher. Parallel dazu fungierte er ab 1987 auch als Pressesprecher der CDU Nordrhein-Westfalen. Diese Ämter behielt er bis zur Aufnahme seiner Tätigkeit bei der Harpen AG im Jahr 1993. Nach dem Regierungswechsel in Nordrhein-Westfalen im Juni 2005 wurde Kemper unter Ministerpräsident Jürgen Rüttgers Regierungssprecher und Staatssekretär für Medien. Am 1. September 2006 wurde er von Andreas Krautscheid abgelöst. Im Oktober 2006 übernahm Kemper die Leitung der neuen Hauptabteilung Unternehmenskommunikation und Energiepolitik bei den Stadtwerken Düsseldorf, ab 2009 als Generalbevollmächtigter.
Thomas Kemper ist verheiratet und hat drei Kinder.